# 儲士
儲士（ちょし）とは、奈良時代に地方軍事力として整備された健児になるべく、在地の有力者や富裕農民によって構成された武力を指す。

## 概要
「近江国志何郡計帳手実」の神亀元年（724年）の項目に、同郡の古市郷の人で、大友但波史吉備麻呂に関して、34歳で正丁であるとの記録があり、「儲人」の注記がある。吉備麻呂は、翌神亀2年（725年）以降は「健児」になっている。松本愛重の説によると、「儲人」＝「儲士」であり、「健児となるべきマウケヒト」の意味であろうという。北啓太の意見によると、さらに兵士中の武芸に秀でた者を差点し、兵事に備えたものであると推定している。『続日本紀』巻第十一、聖武天皇の天平6年（734年）4月23日条にある「儲士」は、健児・選士ともども、天平4年8月の節度使の設置により、その管区内に置かれたものと考えられている。「出雲国計会長にある、天平5年7月13日の石見国移により、「点儲士を差し、幷せて国司郡司等会集に応じる状」という「節度使符」が与えられ、同年10月6日には節度使に対し、「儲士歴名帳一巻」が申送・進上され、同21日には弁官に対し、「儲士暦名簿一巻」も送られている。